# Kickoffen
Kickoffen (engelska: Cedar Rapids) är en amerikansk långfilm från 2011 i regi av Miguel Arteta, med Ed Helms, John C. Reilly, Anne Heche och Isiah Whitlock Jr. i rollerna.

## Handling
Den barnsliga försäkringsförsäljaren Tim Lippe (Ed Helms) får ett oväntat tillfälle att åka på ett stort försäkringkonvent. Lippe har inte ens suttit på ett flygplan tidigare och är inte alls beredd på vad resan ska innebära. Det blir inte enklare när han tvingas dela rum med sin hårt festande kollega Dean (John C. Reilly).

## Rollista
| Ed Helms           | – Tim Lippe          |
| John C. Reilly     | – Dean Ziegler       |
| Anne Heche         | – Joan Ostrowski-Fox |
| Isiah Whitlock Jr. | – Ronald Wilkes      |
| Stephen Root       | – Bill Krogstad      |
| Kurtwood Smith     | – Orin Helgesson     |
| Alia Shawkat       | – Bree               |
| Thomas Lennon      | – Roger Lemke        |
| Rob Corddry        | – Gary               |
| Mike O'Malley      | – Mike Pyle          |
| Sigourney Weaver   | – Macy Vanderhei     |
| Inga R. Wilson     | – Gwen Lemke         |
| Mike Birbiglia     | – Trent              |
| Seth Morris        | – Uncle Ken          |